# Lala Musztafa
Lala Musztafa pasa (Višegrad, c. 1500 – Isztambul, 1580. augusztus 7.) az Oszmán Birodalom bosnyák származású hadvezére volt. A lala előnév a szultán tanítóját jelenti, amelyet azért kapott, mert I. Szulejmán fiai, köztük az apja ellen lázadó Bajazid herceg nevelője volt.
Musztafa a mai Bosznia területén született, bátyja, Deli Huszrev pasa egyengette útját a török hadseregben. Korán kinevezték Egyiptom kormányzójának, majd Damaszkusz bejének. Bajazid herceg céljaival egyetértett, de lázadását apja ellen sem pénzzel, sem fegyverrel nem támogatta. Rossz viszonyban állt unokatestvérével, Szokoli Mehmed pasával.
Ő irányította a Velencei Köztársaság birtokát, Ciprust megszálló török haderőt 1570–71-ben, majd 1578-ban Grúzia és Perzsia ellen vezetett hadjáratot. Cipruson megszegte adott szavát, és brutális kegyetlenséggel megölette Famagusta védőjét, Marcantonio Bragadint. 1580. április 28-ától haláláig nagyvezír volt, sírhelye, amelyet Szinán tervezett, az isztambuli Eyüp szultán mecsetben van.